# Kreissparkasse Tuttlingen
Die Kreissparkasse Tuttlingen ist eine öffentlich-rechtliche Sparkasse mit Sitz in Tuttlingen, Baden-Württemberg. Ihr Geschäftsgebiet umfasst den Großteil des Landkreises Tuttlingen (ohne die Gemeinden Emmingen-Liptingen, Geisingen und Immendingen), außerdem die Gemeinde Tuningen im Schwarzwald-Baar-Kreis. Das Institut wurde 1856 gegründet.

## Geschäftszahlen
Die Kreissparkasse Tuttlingen wies im Geschäftsjahr 2023 eine Bilanzsumme von 4,456 Mrd. Euro aus und verfügte über Kundeneinlagen von 2,857 Mrd. Euro. Gemäß der Sparkassenrangliste 2023 liegt sie nach Bilanzsumme auf Rang 110. Sie unterhält 28 Filialen/Selbstbedienungsstandorte und beschäftigt 503 Mitarbeiter.